# Fujioka Kosuke
Kosuke Fujioka (sinh ngày 13 tháng 8 năm 1994) là một cầu thủ bóng đá người Nhật Bản.

## Sự nghiệp câu lạc bộ
Kosuke Fujioka đã từng chơi cho Fagiano Okayama.